# Loretta Goggi (album 2013)
I grandi successi è una raccolta di Loretta Goggi, pubblicata nel 2013.

## Descrizione
L'album fa parte di una serie di raccolte discografiche della collana denominata 3cd Collection, pubblicate su compact disc dalla Warner Music Group e raccoglie 36 brani dalla discografia di Loretta Goggi, incisi tra il 1975 ed il 1991, nel periodo in cui la cantante era sotto contratto con le etichette CGD, WEA Italiana e Fonit Cetra escludendo quindi il periodo Durium.
La raccolta contiene tutti brani già inseriti in altre compilation ed è stato pubblicato in un'unica edizione in triplo CD, con il numero di catalogo 5053105-8716-2-9, anche come download digitale e sulle piattaforme streaming.

## Tracce
1. L'aria del sabato sera
2. Dirtelo, non dirtelo
3. Ma chi sei
4. Monsieur, Voulez-vous Danser?
5. Notti d'agosto
6. Arrivederci stella del nord
7. Pieno d'amore
8. Slowly
9. Questo show
10. E mi piaci tu
11. Questo show
12. Temporale
13. Io nascerò
14. Maledetta primavera
15. Cammino tra la pioggia
16. Il mio prossimo amore
17. Mi solletica l'idea
18. E pensare che ti amo
19. Stralunata Roma
20. Solito amore
21. Una notte così
22. Un amore grande
23. Donna io, donna tu
24. Ottocento
25. Come amano le donne
26. Hello Goggi
27. Loretta con la "O"
28. Ancora innamorati
29. Pupo Pupazzo
30. È meglio ridere
31. Dispari
32. Gnam Gnam
33. Ora settembre
34. Nun t'allargà
35. Ma prima o poi
36. Il mio uomo
37. Si faran... canzone